# George Ilenikhena
George Ilenikhena (16 augustus 2006) is een Franse Nigeriaanse professionele voetballer die speelt als aanvaller voor AS Monaco sinds juli 2024.

## Vroege leven
George Ilenikhena werd geboren in Lagos, Nigeria, uit Nigeriaanse ouders. Hij verhuisde echter naar Frankrijk op 3-jarige leeftijd en groeide op in Antony, Hauts-de-Seine.

## Clubcarrière
Nadat hij zich een weg had gebaand door alle jeugdniveaus van de amateur Antony Football Evolution, trad George Ilenikhena toe tot Amiens dat net gedegradeerd was naar de Ligue 2, voor het seizoen 2021-2022.
Tijdens dat seizoen scoorde hij in totaal 24 doelpunten voor de nationale ploeg onder 17 speelde en scoorde ook in de Coupe Gambardella. Dit trok al snel de aandacht van grote clubs in Frankrijk en in het buitenland tijdens de zomer van 2022, toen hij nog maar 15 jaar oud was.
Ilenikhena maakte zijn professionele debuut voor de Amiens SC op 19 november 2022, tijdens een 10-0 overwinning in de Coupe de France thuis tegen  Aiglon du Lamentin . Hij kwam in het veld als invaller voor Jérémy Gelin, aangezien zijn ploeg al met 8-0 voor stond.

## Speelstijl
Ilenikhena is een snelle centrumspits, Philippe Hinschberger, de coach bij zijn debuut bij Amiens, beschrijft hem als een sterke linksbenige speler, met een uitstekend vermogen om in de diepte van het veld aan te vallen.
Zelf noemt hij Cristiano Ronaldo en Kylian Mbappé als zijn twee favoriete spelers.

## Clubstatistieken
| Seizoen     | Club          | Competitie         | Competitie | Competitie | Competitie | Beker | Beker | Beker | Internationaal | Internationaal | Internationaal | Totaal | Totaal | Totaal |
| Seizoen     | Club          | Competitie         | Wed.       | Dlp.       | Ass.       | Wed.  | Dlp.  | Ass.  | Wed.           | Dlp.           | Ass.           | Wed.   | Dlp.   | Ass.   |
| ----------- | ------------- | ------------------ | ---------- | ---------- | ---------- | ----- | ----- | ----- | -------------- | -------------- | -------------- | ------ | ------ | ------ |
| 2022/23     | Amiens SC B   | National 3         | 10         | 6          | 0          | —     | —     | —     | —              | —              | —              | 10     | 6      | 0      |
| Club Totaal | Club Totaal   | Club Totaal        | 10         | 6          | 0          | 0     | 0     | 0     | 0              | 0              | 0              | 10     | 6      | 0      |
| 2022/23     | Amiens SC     | Ligue 2            | 16         | 2          | 0          | 1     | 0     | 0     | —              | —              | —              | 17     | 2      | 0      |
| Club Totaal | Club Totaal   | Club Totaal        | 16         | 2          | 0          | 1     | 0     | 0     | 0              | 0              | 0              | 17     | 2      | 0      |
| 2023/24     | Royal Antwerp | Jupiler Pro League | 37         | 8          | 1          | 7     | 5     | 0     | 6              | 1              | 0              | 50     | 14     | 1      |
| Club Totaal | Club Totaal   | Club Totaal        | 37         | 8          | 1          | 7     | 5     | 0     | 6              | 1              | 0              | 50     | 14     | 1      |
| 2024/25     | AS Monaco     | Ligue 1            | 17         | 3          | 2          | 2     | 1     | 0     | 6              | 2              | 0              | 25     | 6      | 2      |
| Club Totaal | Club Totaal   | Club Totaal        | 17         | 3          | 2          | 2     | 1     | 0     | 6              | 2              | 0              | 25     | 6      | 2      |
| Totaal      | Totaal        | Totaal             | 80         | 19         | 3          | 10    | 6     | 0     | 12             | 3              | 0              | 102    | 28     | 3      |

1 Majecki ·
2 Vanderson ·
4 Teze ·
5 Kehrer ·
6 Zakaria  ·
7 Ben Seghir ·
8 Pogba ·
9 Balogun ·
10 Golovin ·
11 Akliouche ·
12 Henrique ·
13 Mawissa ·
15 Camara ·
16 Köhn ·
17 Singo ·
18 Minamino ·
20 Ouattara ·
21 Ilenikhena ·
22 Salisu ·
27 Diatta ·
31 Fati ·
36 Embolo ·
37 Diop ·
50 Lienard ·
88 Magassa ·
Coach: Hütter
· Assistent-coach: Perrinelle